# Molophilus celaenoleucus
Molophilus celaenoleucus là một loài ruồi trong họ Limoniidae. Chúng phân bố ở miền Australasia.